# Балти (династія)
Балти (гот. Balþa; англ. Balti , Balthi, Baltungs, Balthings, Balths or Balthes) — королівська династія, представники котрої правили вестготами в IV—VI століттях.

## Історія династії
Основними історичними джерелами про династію Балтів є праці Касіодора і твір «Про походження і діяння гетів» Йордана. У цих джерелах, присвячених, в основному, історії управління остготами династії Амалів, рід Балтів називається менш знатним, ніж рід Амалія. Йордан, оповідаючи про Балтів, приводив етимологію назви — «Сміливі», і повідомляв, що представники цього роду були вихідцями з готської аристократії, які отримали владу завдяки своїй відвазі і доблесті. У той же час, за свідченням цього історика, Амали були споконвічними правителями готів, які вели своє походження від обожненого предка-епоніма Гаута.
На підставі цих відомостей сучасні історики роблять припущення, що рід Балтів отримав владу вже після поділу єдиної готської спільності на вестготів й остготів. Ця подія датується III століттям. Вважається, що першим королем вестготів був Кніва, ідентифікований зі згадуваним Йорданом Овідою, дідом Геберіха, і з Каннабою «Авторів життєписів Августів». Можливо, цей же правитель був і родоначальником Балтів.
Передбачається, що Балтами була більшість відомих з історичних джерел правителів вестготів IV століття: Ариаріх, Аоріх та Атанаріх, можливо, належали до однієї сім'ї. Балтом, ймовірно, був і Алавів, якого деякі історики вважають батьком Аларіха I — першого правителя вестготів, згадуваного в античних джерелах з королівським титулом. Померлому в 410 році Аларіхові успадковували королі Атаульф, перший з правителів варварів поріднився з римської імператорською сім'єю, і Валія. Обидва вони були пов'язані з Балтами родинними відносинами по жіночій лінії. Всіх цих осіб умовно відносять до так званих «старших Балтів», за яких вестготи, які раніше жили на лівому березі річки Дунай, через загрозу нападу гунів переселилися на землі Римської імперії.
Валії в 418 році успадкував Теодоріх I. Можливо, він не був нащадком «старших Балтів» по чоловічій лінії, але, ймовірно, що він був одружений з дочкою Аларіха I, і це дозволило йому безперешкодно отримати владу над вестготами. Теодоріх I вів активну шлюбну політику, породнившися з правителями вандалів і свевів. Теодоріха I та його нащадків умовно називають «молодшими Балтами». При них вестготи зміцнилися в Римській Галлії, заснувавши тут так зване Тулузьке королівство.
Після загибелі Теодоріха I в битві на Каталаунських полях в 451 році, престол вестготів займали спочатку його діти, Торісмунд, Теодоріх II та Ейріх, а потім онук Аларіх II. За цих королів з династії Балтів Королівство вестготів досягло своєї найвищої могутності, розширивши свою територію на більшу частину Галлії та Іспанії. Однак уже при Аларіхові II встигають зіткнулися з сильним противником, франками, очолюваними королем Хлодвігом I. Десятирічне протистояння між цими народами завершилося в 507 році розгромом вестготів в битві при Вуйє, загибеллю Аларіха II й падінням Тулузького королівства. Після цієї поразки під владою правителів вестготів залишилися тільки землі Піренейського півострова, де до початку VIII століття існувало так зване Толедське королівство.
Аларіха II, за згодою його тестя, короля остготів Теодоріха Великого, послідовно успадковували два сини: спочатку Гезалех, загиблий в 511 році під час міжусобної війни, а потім Амаларіх, котрий загинув у 531 році. До цього часу Балти вже безумовно визнавали над собою першість Амала Теодоріха, після загибелі Гезалеха отримав право управляти Королівством вестготів від імені свого малолітнього онука Амаларіха. У 531 році Амаларіх, який вже досяг до цього часу повноліття і був одружений з дочкою франкського короля Хлодвіга I, вступив у конфлікт із Хільдебертом I, братом своєї дружини, зазнав поразки і був убитий під час втечі. Він став останнім правителем вестготів з роду Балтів. Після загибелі Амаларіха у вестготів був відновлений давньогерманський звичай виборності королів.

## Родовід Балтів
I. Аларіх I (помер у 410) — перший король вестготів (395—410)
II. донька — шлюб: Теодорік I (загинув у 451) — король вестготів (418—451)
III. Торізмунд (вбитий в 453) — король вестготів (451—453)
III. Теодорік II (вбитий в 466) — король вестготів (453—466)
III. Фридерік (загинув у 463)
III. Ейріх (помер в 484) — король вестготів (466—484). Шдюб: Рагнахільда
IV. Аларіх II (вбитий в 507) — король вестготів (484—507). Шлюби: 1. наложниця; 2. Тиудігото, донька короля остготів Теодоріха Великого
V. Гезалех (від першого шлюбу; загинув у 511) — король вестготів (507—511)
V. Амаларіх (від другого шлюбу; загинув у 531) — король вестготів (511/526—531). Шлюб: Клотільда Молодша (500/502—531), донька короля франків Хлодвіга I
III. Ріцімер
III. Хімнеріт
III. донька — шлюб (до 442): король вандалів Гунеріх (помер у 484)
III. донька — шлюб (від 449): король свевів Рехіар (загинув у 456)